# 다지마정 (후쿠시마현)

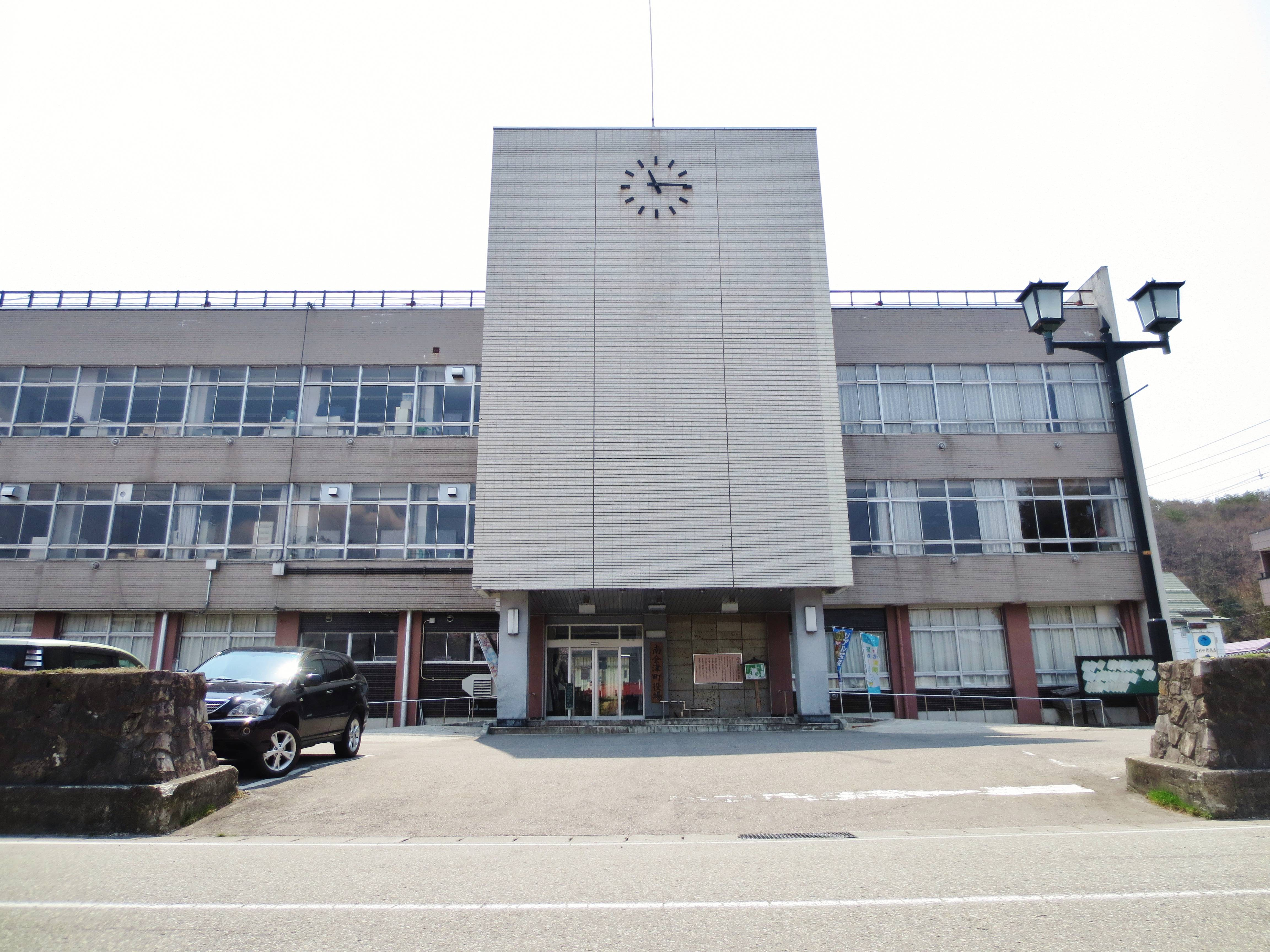

다지마정(田島町)은 후쿠시마현 미나미아이즈군에 있던 정이다. 2006년 3월 20일 다지마정, 다테이와촌, 이나촌, 난고촌 등 4개 정·촌이 합병하여 미나미아이즈정 신설되고 폐지되었다.

## 지리
아가와강을 따라 국도 121호나 아이즈 철도 아이즈선이 달린다. 복동부는 히자와강과 다카노강의 합류 지점 주변에 동사무소가 있으며, 각각의 강을 따라 난고촌으로 통하는 국도 289호, 쇼와촌으로 통하는 국도 400호가 지난다 또한 다테이와촌으로 통하는 국도 352호가 있다.

## 역사
- 1889년 4월 1일 - 정촌제 시행에 의해 다자마촌, 나가타촌, 단토촌, 나가노촌, 다베촌, 미즈무촌, 구리우사와촌이 합병해 다지마촌이 성립하였다.
- 1896년 7월 1일 - 정으로 승격하였다.
- 1934년 12월 27일 아이즈 철도 아이즈선 유노카미 - 아이즈타지마가 개업하였다.
- 1953년 12월 27일 - 국도121호가 제정되었다.
- 1955년 4월 1일 - 다지마정, 히사와촌, 아라카이촌과 합병해 다지마정이 성립하였다.
- 1970년 4월 1일 - 국도 289호가 제정되었다.
- 1975년 4월 1일 - 국도 352호가 제정되었다.
- 1982년 - 국도 400호가 제정되었다.
- 2006년 3월 20일 - 다지마정, 다테이와촌, 이나촌, 난고촌 등 4개 정·촌이 합병하여 미나미아이즈정 신설되고 폐지되었다.

## 교통

### 철도
- 아이즈 철도 아이즈선

### 도로
- 국도 121호선
- 국도 289호선
- 국도 352호선
- 국도 400호선